# هرنان دیاز آلونسو
هرنان دیاز آلونسو (بوینوس آیرس، ۱۹۶۹) معمار آرژانتینی-آمریکایی است.
او مدیر/مدیر اجرایی سای-آرک در لس آنجلس و بنیان‌گذار و مدیر دفتر طراحی زفیروتارک (مستقر در لس آنجلس) است. او معمار، طراح و استاد دانشگاه آرژانتینی است که به دلیل رهبری سای-آرک در گذار به تکنولوژی‌های دیجیتال و ایفا کردن نقشی کلیدی در شکل‌گیری برنامه درسی تحصیلات تکمیلی در دههٔ گذشته مشهور است. به عنوان مدیر سای-آرک او مسئول یک مؤسسه با بیش از ۵۰۰ دانشجو و ۸۰ استاد است، که بسیاری از آن‌ها افراد شناخته‌شده‌ای در زمینه معماری و طراحی‌اند. در کنار رهبری سای- آرک، آلونسو مدیر شرکت زفیروتارک است که برای تولید کارهای گروتسک و مضطرب‌کننده که پاسخ به محیط زیست را به چالش می‌کشد شناخته شده. علاوه بر این دیاز آلونسو برنده برنامه معمار جوان MoMa PS1 در سال ۲۰۰۵، جایزه AR+D برای معماران نوظهور و تقدیر ویژه P/A سال ۲۰۱۳ شده‌است.

## زندگی‌نامه
دیاز آلونسو در سال ۱۹۶۹ در بوینوس آیرس آرژانتین متولد شد و دارای مدرک کارشناسی ارشد در طراحی پیشرفته معماری از دانشکده تحصیلات تکمیلی معماری، برنامه‌ریزی و حفاظت (GSAPP) دانشگاه کلمبیا در شهر نیویورک و کارشناسی معماری از دانشگاه ملی روزاریو آرژانتین است. پیش از رفتن به لس آنجلس، دیاز آلونسو به عنوان طراح ارشد در دفتر پیتر آیزنمن در شهر نیویورک کار می‌کرد. در سال ۲۰۰۱ او دفتر خود زفیروتارک را در لس‌آنجلس تأسیس کرد، و هم‌اکنون مدیر این دفتر است. دیاز آلونسو در سال ۲۰۰۱ شروع به تدریس در استودیوی طراحی سای-آرک کرد و به عنوان هماهنگ‌کننده پایان‌نامه‌های برنامه تحصیلات تکمیلی از ۲۰۰۷–۲۰۱۰ و عضو برنامه‌های تحصیلات تکمیلی در سال‌های ۲۰۱۰–۲۰۱۵ مشغول به کار بوده. او در سپتامبر ۲۰۱۵ به عنوان مدیر و مدیرعامل سای-آرک منصوب شد. دیاز آلونسو همچنین در سالهای۲۰۰۴–۲۰۱۱ در دانشگاه کلمبیا (GSAPP) تدریس کرده، و سرپرست استودیوی برنامه‌های تحصیلات تکمیلی در دانشگاه هنرهای کاربردی وین، اتریش است. او همچنین استاد مدعو در دانشگاه ییل بود که در آن جا به عنوان استاد مدعو طراحی معماری لویی کان در سال ۲۰۱۰ و استاد مدعو طراحی معماری ارو سارینن در سال ۲۰۱۵ خدمت می‌کرد.

## مسابقات و جوایز
در طول زندگی حرفه‌ای‌اش به عنوان معمار و استاد دانشگاه، دیاز آلونسو برای رهبری و نوآوری و توانایی در ایجاد مشارکت میان حوزه‌های گوناگون جلب توجه کرده. در سال ۲۰۰۵، او برنده برنامه معمار جوان MoMA PS1 شد، و در سال ۲۰۱۲ جایزه «استاد سال» را از بخش لس‌آنجلس مؤسسه معماران آمریکا دریافت کرد. در سال ۲۰۱۳ او برنده جایزه AR+D برای معماری نوظهور شد و جایزه افتخاری معماری مترقی سال ۲۰۱۳ را برای طراحی غرفه/موزه تیسن بورنامیتسا در پاتاگونیا آرژانتین دریافت کرد.